# 特雷阿勒
特雷阿勒（法語：Tréal，法語發音：[tʁeal]）是法国莫尔比昂省的一个市镇，属于瓦讷区。

## 地理
特雷阿勒（47°50'21"N, 2°13'26"W）面积19.28 平方千米，位于法国布列塔尼大區莫尔比昂省，该省份为法国西北部沿海省份，位于布列塔尼半岛南部，北起阿摩尔滨海省、西接菲尼斯泰尔省，南濒大西洋，东南接大西洋卢瓦尔省，东临伊勒-维莱讷省。
与特雷阿勒接壤的市镇（或旧市镇、城区）包括：雷米尼亚克、蒙特讷夫、圣尼古拉迪泰特尔、吕菲亚克、卡朗图瓦尔。

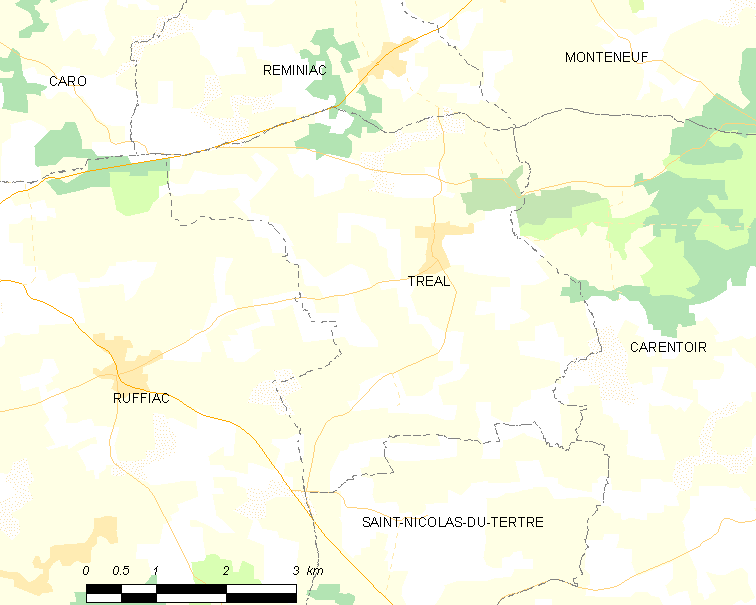
特雷阿勒的OSM定位图

特雷阿勒的时区为UTC+01:00、UTC+02:00（夏令时）。

## 行政
特雷阿勒的邮政编码为56140，INSEE市镇编码为56253。

## 政治
特雷阿勒所属的省级选区为盖尔县。

## 人口

1962-2008年间特雷阿勒人口变化图示

特雷阿勒于2022年1月1日时的人口数量为679人。